# Aphonopelma iodius
Aphonopelma iodius là một loài nhện trong họ Theraphosidae.
Loài này thuộc chi Aphonopelma. Aphonopelma iodius được Ralph Vary Chamberlin & Wilton Ivie miêu tả năm 1939.